# 페라리 288 GTO
페라리 GTO(영어: Ferrari 288 GTO)는 페라리에서 1984년부터 1987년까지 생산했던 스포츠카이다. 총 272대 생산되었다.

## 성능
로드 앤드 트랙이 수행한 시험 결과:
- 0–30 mph (48 km/h): 2.3 s[4]
- 0–50 mph (80 km/h): 4.1 s[4]
- 0–60 mph (97 km/h): 5.0 s[4]
- 0–70 mph (113 km/h): 6.2 s[4]
- 0–80 mph (129 km/h): 7.7 s[4]
- 0–100 mph (161 km/h): 11.0 s[4]
- 0–120 mph (193 km/h): 16.0 s[4]
- 고정 1⁄4 마일 (402 m): 14.1 s @ 113 mph (182 km/h)[4]
- 최고 속도: 179 mph (288 km/h)[5]